# Cintruénigo
Cintruénigo è un comune spagnolo di 7 332 abitanti situato all'altitudine di 391 m s.l.m. nel sud ovest della comunità autonoma della Navarra sul fiume Alhama a 5 km dall'autostrada che unisce Madrid a Pamplona, città dalla quale dista 92 km.
Appartiene alla comarca di Tudela e gran parte del territorio del comune è nella huerta, piana dotata di un sistema di irrigazione. La maggioranza della popolazione è concentrata nel capoluogo il cui centro storico è in buona parte disabitato e in rovina per cui il consiglio comunale ha programmato un piano di recupero e restauro. La cittadina è chiamata Villa del alabastro (il termine villa indica in spagnolo una municipalità minore). La sua economia infatti è basata in modo rilevante sulla lavorazione di questa pietra con produzione di oggetti per l'illuminazione e di vario tipo da parte di molte imprese artigianali tutte fiorenti perché la domanda supera l'offerta. L'alabastro estratto da cave alla profondità di 15 metri viene portato a Cintruenigo, qui lavorato e commercializzato con beneficio per la città. Oltre a queste imprese vi sono anche imprese artigiane per la produzione di oggetti in pelle e cuoio, mobili e oggetti decorativi in legno, imprese di trasporto, di commercio e di servizi, L'agricoltura è rivolta principalmente alla produzione di olive e di vini anche di pregio.

## Storia
Dai ritrovamenti archeologici si deduce che la prima presenza umana nella zona risale al periodo neolitico. I primi stanziamenti fissi furono di Celtiberi, i Romani si accordarono poi con i Vasconi e dal 74 a.C. fino alla caduta dell'Impero si stabilirono nel territorio della Ribera Navarra.
Ai Romani succedettero i Visigoti e poi i Franchi e i villaggi della comarca nei secoli X e XI passarono più volte di mano alternativamente dai Musulmani ai Cristiani essendo territori di frontiera, finché nel 1119 il re di Navarra e Aragona Alfonso I "il Battagliero" non li liberò dal potere arabo e ne fece delle marche di confine del regno di Navarra. Da allora fino al 1479, data di unificazione dei regni di Spagna, Cintruenigo fu un tranquillo comune rurale senza alcun avvenimento di cui fosse protagonista e così continuò fino agli anni sessanta dello scorso secolo quando l'introduzione su larga scala della lavorazione artigianale dell'alabastro rivoluzionò l'assetto economico del comune moltiplicandosi le aziende di questo comparto e favorendo anche la nascita di nuove aziende per il trasporto e la commercializzazione della pietra e degli oggetti prodotti, ed anche dei servizi relativi.

## Monumenti e luoghi d'interesse
- Parroquia de San Juan Bautista del 1510.
- Basílica de la Purísima, chiesa del XVII secolo dedicata all'Immacolata concezione.
- Ermita de San Francisco de Asis restaurata di recente è ciò che resta dell'antico convento francescano scomparso, oggi ospita una casa per anziani.
- Ayuntamiento (sede municipale) del XVII secolo.
- Casa de Virto Laz, Casa de Liguése Casa Navascuez sono case signorili dei secoli XVII - XVIII.
- Plaza de toros, originale in Spagna perché l'interno dell'arena dove si svolgono i combattimenti è a 50 metri al disotto del livello del suolo e le gradinate salgono fino questo livello.
- Casa consistorial del XIX secolo.
- Parque de los Paseos del 1949.
- Pareton è una parete naturale fra il fiume e l'abitato che si trova a un livello più alto dove c'era l'inizio delle vecchie mura, all'estremità si innalza la vecchia "torre di guardia", trasformata nell'Eremo di Santa Maria. Nel Pareton sono ricavate cantine molto umide (bodeguillas del Pareton).
- Fuente de Cagadores è una fontana che serviva da W.C. all'aperto quando non esisteva ancora l'acqua corrente nelle case, né locali adibiti a queste necessità; ciò spiega anche le carenze igieniche che facilitarono nel passato il diffondersi delle epidemie.

## Dintorni
Sono confinanti con il comune di Cintruenigo i comuni di Corella con diversi monumenti barocchi, Tudela e Fitero, con il monastero cistercense di Santa Maria la Real fondato nel 1147 e costruito in forme tardoromanico-gotiche nel XIII secolo con un chiostro del XVI secolo.
A 36 km Ágreda, villaggio di montagna di aspetto medievale con strette vie, palazzetti e chiese del Quattrocento e resti delle mura in parte arabe.

### Feste
A settembre ci sono le feste dal 7 al 13 settembre in onore della Virgen de la Paz alle quali sono dedicati diversi giorni: El Cohete così chiamata perché il segnale d'inizio della festa è dato dallo sparo di un razzo (cohete) dalla piazza del Ayuntamiento al centro della quale son quattro Gigantes, alti pupazzi di legno che rappresentano due coppie di re e regina, una di reali bianchi e l'altra di reali neri che sovrastano la folla e sono mossi in modo che percorrono le strade ballando al suono dell'orchestra mentre si scatenano i correfogos che lanciano petardi e bengala. A difesa dei gigantes sono i cabezudos fantocci più piccoli con grosse teste che hanno delle mazze per questo scopo che non esitano ad usare nei confronti dei provocatori. In questo periodo si svolgono corride ed encierros cioè corse di torelli, una al mattino e una al pomeriggio tardi, incitati e inseguiti dai giovani per le vie della città.
Altra manifestazione è la Traida de las vacas che ricorda il trasferimento dei bovini, che, quando non c'erano ancora i mezzi di trasporto moderni era fatto da mandriani a cavallo che sospingevano e guidavano gli animali. Questa rievocazione è fatta sulle rive del fiume Alhama per un breve tratto.
L'8 settembre si ha la festa della Patrona, in cui durante la processione i giovani avanzano dedicando alla Madonna canti e danze tradizionali della Navarra.
Altre feste sono: quella ancora in onore della Virgen de la Paz il 24 gennaio, la Procesion de los Balestreros de Santa Cruz il 3 maggio, San Juan il 24 luglio con la comida en el rio cioè con il desinare assieme sulle rive del fiume.